# جزيرة ماغو
جزيرة ماغو هي جزيرة تقع جنوب غرب دولة فيجي مملوكة من قبل الممثل الأمريكي ميل غيبسون.